# Ferdinando VI di Spagna
Ferdinando VI di Borbone (Madrid, 23 settembre 1713 – Villaviciosa de Odón, 10 agosto 1759) fu re di Spagna dal 1746 fino alla morte.

## Biografia

### Infanzia e giovinezza

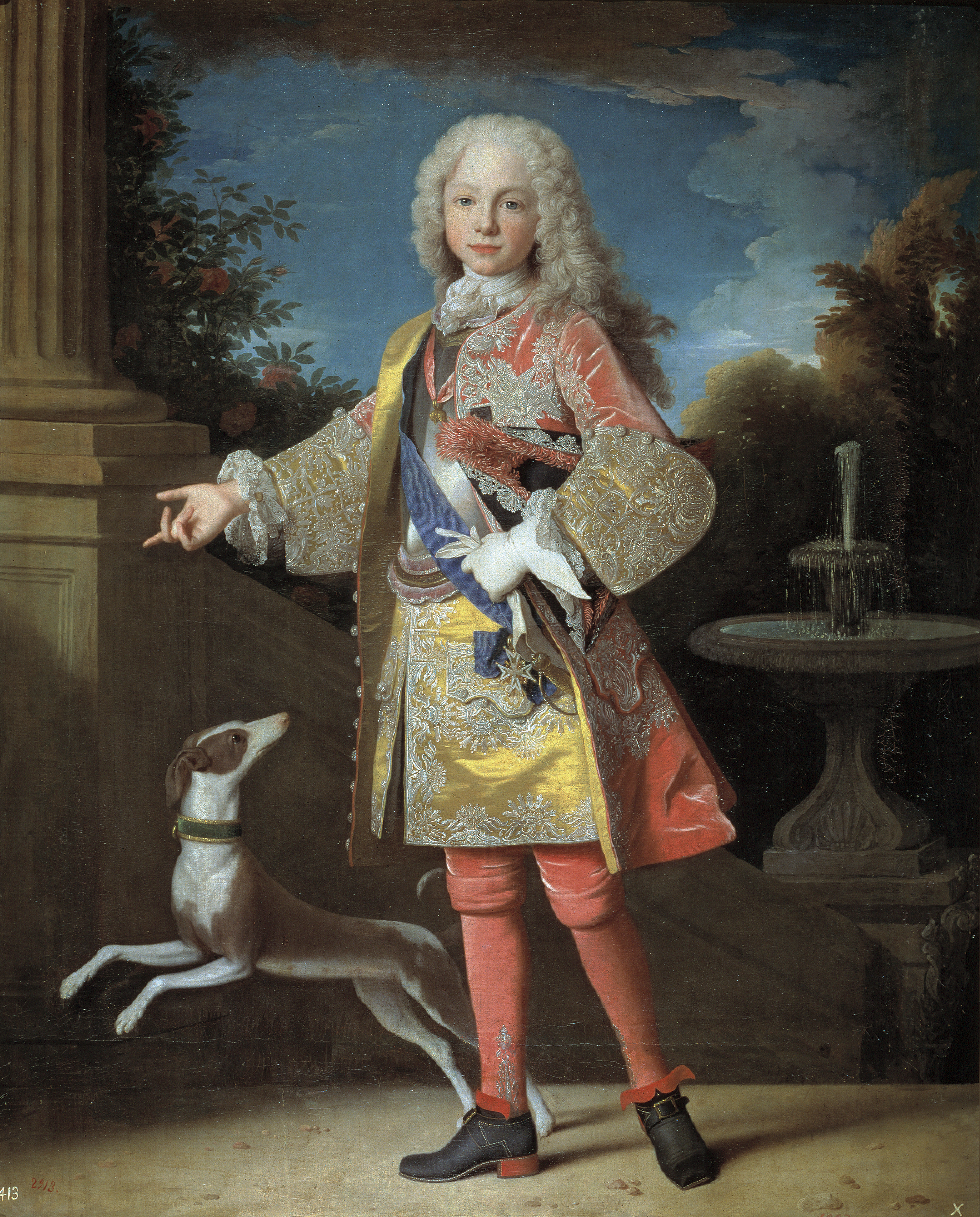
Ferdinando VI di Spagna in un ritratto di Jean Ranc all'età di sei anni

Ferdinando VI nacque al Real Alcázar de Madrid il 23 settembre 1713 dal re Filippo V di Borbone e da Maria Luisa di Savoia; la sua nascita seguiva quella dei tre fratelli maggiori, Luigi, Filippo e Filippo Pietro, nati rispettivamente nel 1707, 1709 e nel 1712. Filippo era morto a 16 giorni di vita e nel 1719 morì anche Filippo Pietro, il che rese Ferdinando il secondo nella linea di successione, dopo il fratello Luigi.
Il giovane principe ebbe, tuttavia, un'infanzia assai triste, dal momento che, quando aveva soli cinque mesi, perse la madre, morta di tubercolosi; appena sette mesi dopo, il padre, avvinto alla ragion di stato, si risposò con Elisabetta Farnese, erede del Ducato di Parma e presumibilmente del Granducato di Toscana. Crescendo, Ferdinando divenne timido, malinconico e con poca fiducia in sé stesso e nelle sue capacità, e si appassionò alla musica e alla caccia.
La nuova regina partorì altri sei figli, a cominciare da Don Carlos, nato il 20 gennaio 1716, ai quali sin dal principio dedicò tutte le proprie attenzioni, trascurando al contempo i figliastri. Ben presto, inoltre, approfittando dell'ascendente sul marito, Elisabetta Farnese ottenne una forte presa sugli affari di Stato, volgendo la politica estera del regno verso lo scopo di assicurare ai propri figli, in particolare ai maggiori, Carlo e Filippo, dei domini autonomi in Italia. Pertanto, sia Luigi che Ferdinando passarono l'infanzia in solitudine, anche perché il severo cerimoniale di corte impediva ogni contatto diretto tra i principi ed il re, loro padre, con il quale potevano comunicare soltanto mediante epistole in francese, la lingua usata in famiglia.
Nel 1721, compiuti i sette anni, Ferdinando ottenne un appartamento autonomo nel Palazzo Reale ed il re pose il conte di Salazar come precettore per il giovane infante.

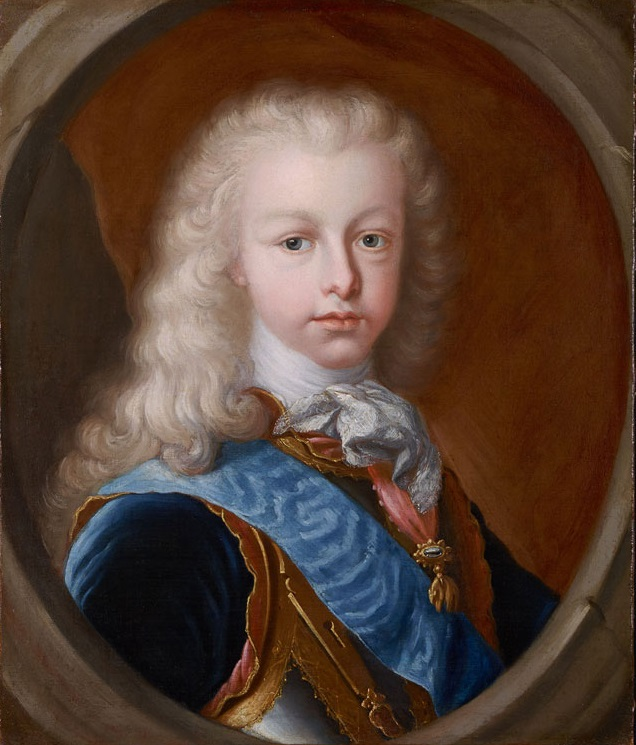
Ferdinando, principe delle Asturie

Il 10 gennaio 1724, Filippo V, malinconico e frustrato, decise di abdicare in favore del proprio figlio sedicenne Luigi, che era sposato con la quindicenne Luisa Elisabetta d'Orleans; dato che non aveva figli, Ferdinando, di appena dieci anni, divenne Principe delle Asturie.
Luigi, tuttavia, regnò per soli sette mesi, poiché contrasse il vaiolo e morì il 31 agosto 1724, pochi giorni dopo il suo diciassettesimo compleanno. Secondo le leggi ordinarie di successione, il suo erede avrebbe dovuto essere Ferdinando, ma la regina madre, Elisabetta Farnese, fece forti pressioni sul marito affinché annullasse l'abdicazione e riassumesse il trono: Filippo cedette, riprese la corona e giurò il 25 novembre davanti alle Cortes, riconvocate a tale scopo, mentre Ferdinando fu confermato Principe delle Asturie.

### Matrimonio

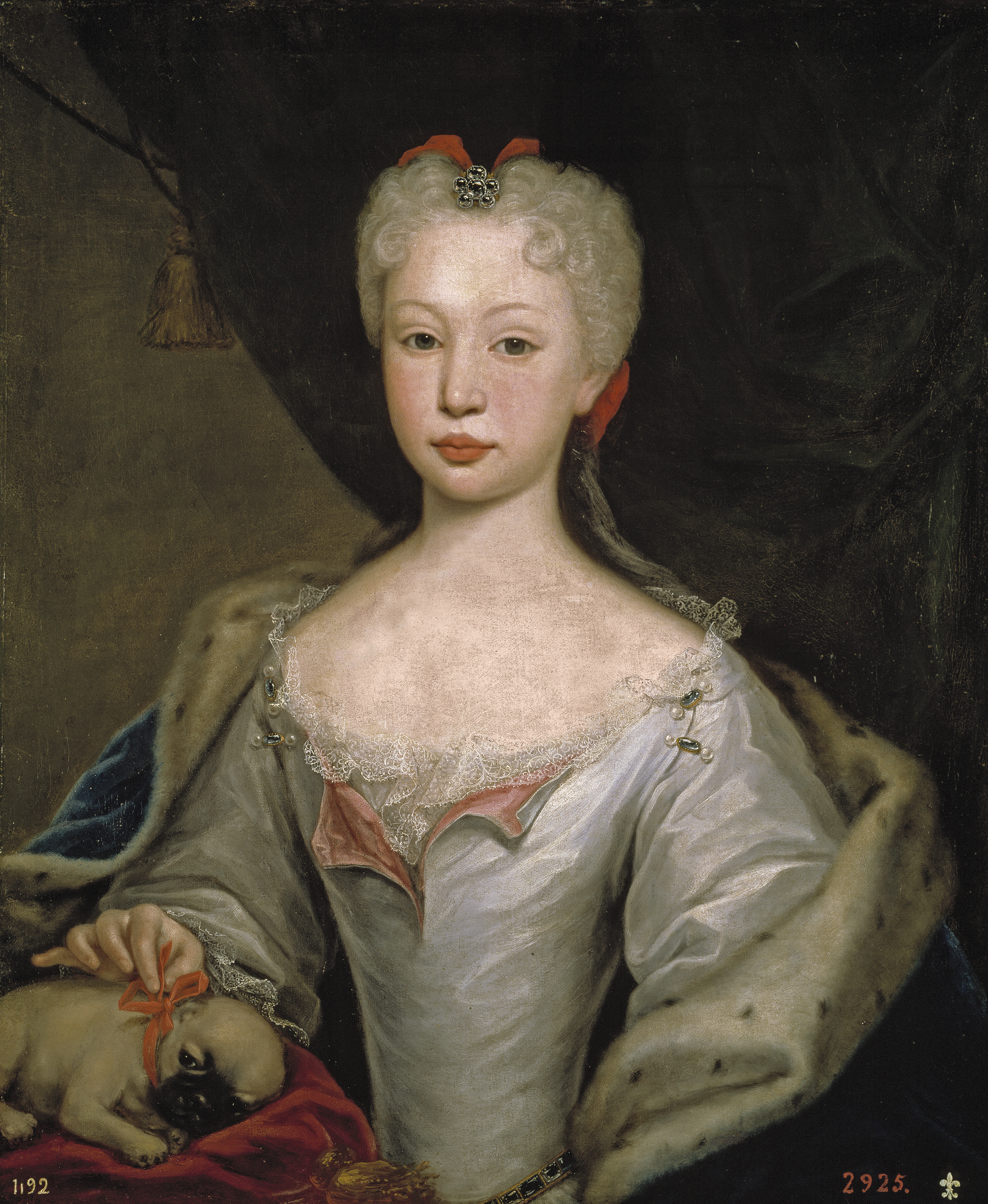
Maria Barbara di Braganza, moglie di Ferdinando VI di Spagna

Il 20 gennaio 1729, Ferdinando sposò la principessa portoghese Maria Barbara di Braganza, figlia di Giovanni V del Portogallo, mentre il di lei fratello Giuseppe, futuro Giuseppe I sposava la sorellastra di Ferdinando, Marianna Vittoria. Lui aveva sedici anni, mentre lei diciotto.
Entrambi i matrimoni costituivano un tentativo di ripristinare relazioni di buon vicinato tra Spagna e Portogallo e, al di là di questo, furono positivi: sebbene inizialmente Ferdinando fosse assai turbato dall'aspetto non eccelso di Maria Barbara, che era assai robusta, ben presto divennero estremamente affiatati, anche grazie alla comune passione musicale.
Infatti, se Maria Barbara era stata allieva del compositore italiano Domenico Scarlatti, che peraltro fu invitato a Madrid, Ferdinando fu il più grande e generoso tra i protettori del celebre cantante evirato napoletano Farinelli, la cui voce era in sintonia con il carattere malinconico del monarca. Il Farinelli divenne a tal punto influente e ricco che chiunque avesse avuto bisogno di un favore dal sovrano doveva rivolgersi a lui se voleva ottenerlo, pur mantenendo ad ogni modo un equilibrio di onestà raro per quei tempi.
Unico problema di tale unione, tuttavia, fu la mancanza di eredi: Maria Barbara, infatti, rimase incinta solo nel 1733, ma diede alla luce un figlio nato morto e con il tempo iniziò a soffrire di forti problemi di salute, fra cui l'asma, che le impedirono ulteriori gravidanze.

### Ascesa al trono

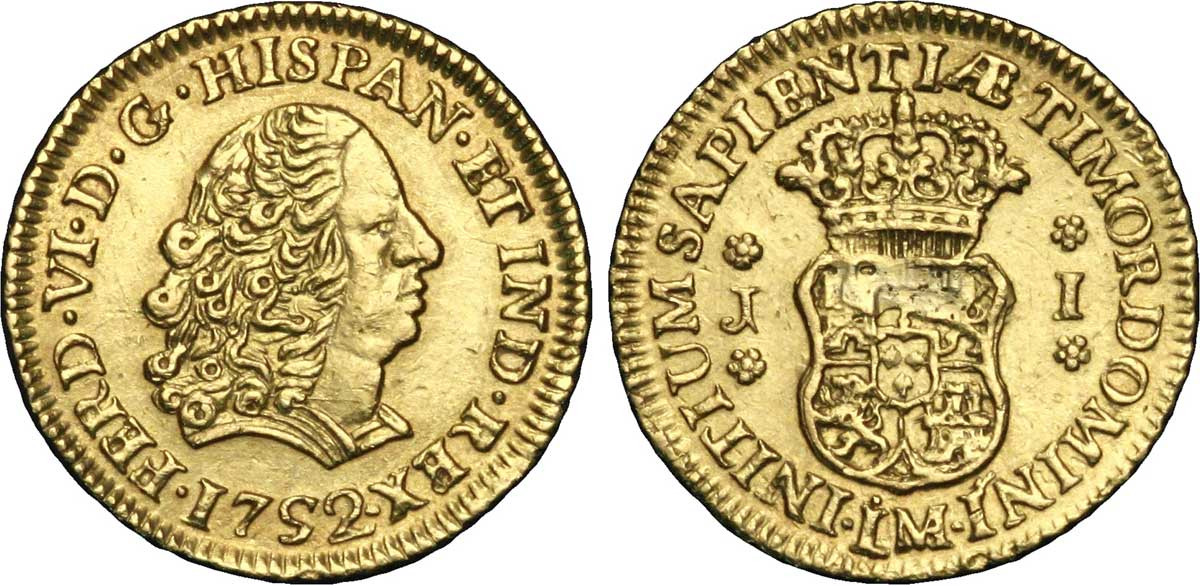
Ferdinando VI di Spagna su di uno scudo

Ferdinando rimase Principe delle Asturie per i successivi ventidue anni di regno del padre, il cui stato mentale, tuttavia, ben presto cominciò a deteriorarsi, mentre Elisabetta Farnese, allo scopo di assumere maggiore influenza sulla politica spagnola, tendeva ad escludere il principe ereditario dalla vita di corte e dalle visite al suo stesso padre; in tale atmosfera ben presto alcuni ambienti della nobiltà e del clero insistettero verso il sovrano affinché abdicasse, ma Elisabetta riuscì ad impedire tali suggestioni.
Nel 1733, inoltre, Elisabetta impose che Ferdinando e Maria Barbara potessero ricevere visite da non più di quattro persone, i cui nomi sarebbero stati comunicati al re (ovvero ad Elisabetta medesima) e che tra tali ospiti non vi potessero essere gli ambasciatori di Francia e Portogallo; la regina giunse a vietare ai principi di mangiare in pubblico o di visitare templi o monasteri, oltre ad avere ogni rapporto con il governo e con il segretario di stato.
Negli ultimi anni di regno la salute di Filippo V ebbe un tracollo e il re si spense il 9 luglio 1746 a seguito di un ictus; finiva così la semi-prigionia di Ferdinando.
Infatti, non appena salì al trono, il nuovo sovrano ordinò alla regina vedova Elisabetta Farnese di lasciare il palazzo reale di Madrid e di recarsi presso la villa della Duchessa di Osuna insieme ai figli più piccoli, Luigi e Marianna Vittoria; l'anno successivo Ferdinando bandì la matrigna da Madrid e la confinò a Segovia presso il palazzo de Granja de San Ildefonso, ignorando completamente le sue reiterate proteste.
In merito a tali circostanze, l'ambasciatore francese a Madrid, sottolineando il ruolo e l'influenza di Maria Barbara, commentò: "È piuttosto Maria Barbara a succedere ad Elisabetta che non Ferdinando a Filippo".

### Disegno politico

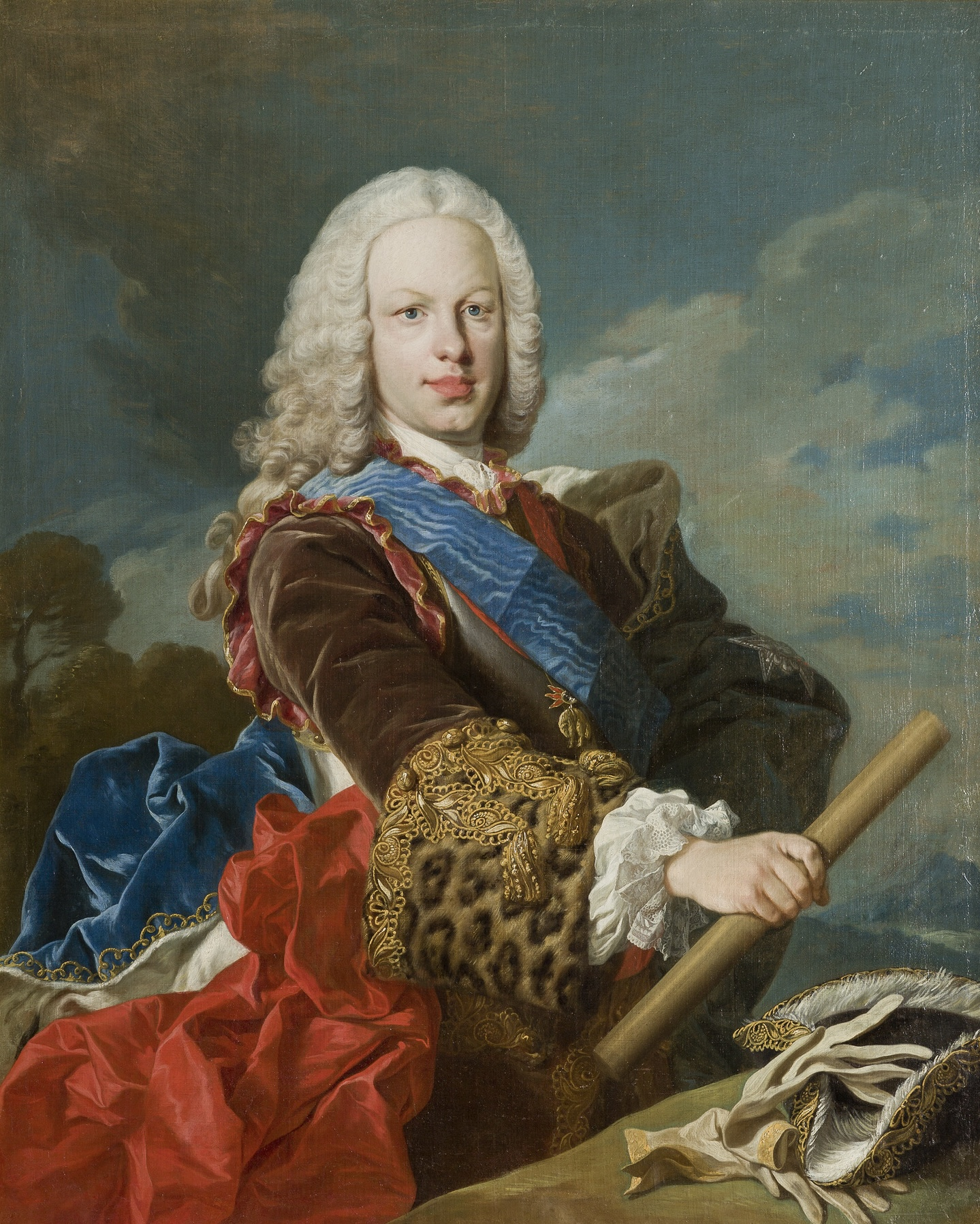
Ferdinando VI di Borbone-Spagna ritratto da Louis-Michel van Loo

Accanto alla moglie, Ferdinando lasciò ampia influenza e libertà di azione ai propri ministri, in particolare al segretario al tesoro e alle Indie, Marchese di Ensenada, assai vicino alla Francia, ed al segretario di stato José de Carvajal y Lancaster, sostenitore di un'alleanza con la Gran Bretagna, le principali figure politiche durante il regno di Ferdinando VI.
Ferdinando VI, al contrario del padre, preferì attuare una politica di stretta neutralità, allo scopo di favorire la ripresa dei commerci e dei mercati coloniali, onde prevenire un'ulteriore espansione britannica e, a tale scopo, richiamò le truppe dall'Italia, disimpegnandosi dalla guerra di successione austriaca.
Nel 1751 Ensenada presentò al sovrano un vero e proprio programma, i cui passaggi fondamentali erano: pace e restituzione alla Spagna di un ruolo di prestigio sulla scena mondiale; mantenere un rapporto positivo con il Portogallo e lo status quo in Italia, ovvero difendere gli Stati di Napoli e Parma, affidati rispettivamente a Carlo e Filippo, fratellastri del re, senza l'uso della forza; riottenere Gibilterra ed abrogare le clausole della Pace di Utrecht che conferivano alla Francia il cosiddetto asiento e alla Gran Bretagna il diritto del vascello di permesso (il diritto di inviare una nave all'anno nelle colonie americane spagnole, che costituiva un forte incentivo al contrabbando).
Naturalmente, per ottenere tali risultati, Ensenada propugnava una politica di rafforzamento dell'esercito e della marina militare, affinché la Spagna potesse affrancarsi dagli aiuti francesi e allo stesso tempo potesse resistere alla potenza navale inglese.

#### Politica interna
In conformità a tali progetti, Ensenada intraprese un forte programma di riarmo, allo scopo di portare la forza dell'esercito di terra a 100 battaglioni di fanteria e 100 squadroni di cavalleria, in modo da ridurre il divario nei confronti della Francia (al tempo aveva 377 battaglioni e 235 squadroni), mentre la marina spagnola avrebbe dovuto equipaggiare in cinque anni 60 navi, di cui almeno 40 fregate (la Royal Navy aveva in servizio, infatti, 288 navi contro le 33 spagnole). Per quanto riguarda l'esercito, tale obbiettivo fu completamente raggiunto, mentre la marina poté armare solo 27 navi sulle 60 previste.
Il costo di tali misure indusse lo stesso Ensenada ad attuare una riforma fiscale mirante alla istituzione, nelle terre della Corona di Castiglia, di un contributo unico sul reddito, sul modello di quanto attuato in precedenza nella Corona di Aragona poco dopo la Guerra di successione spagnola. Tale contributo unico, detto anche cadastre, avrebbe sostituito le diverse imposizioni fiscali, ma non fu mai pienamente attuato per via delle fortissime resistenze; in ogni caso, il reddito fiscale fu notevolmente incrementato con la costituzione di monopoli sui beni e sui consumi di lusso (in primis tabacco e giochi) e con la istituzione di un sistema statale di esazione dei tributi, sottoposti a stretto controllo della corona, in sostituzione del precedente sistema degli appalti concessi a privati cittadini.
Accanto a tali misure fu istituito, nel 1752, il Giro Real, una banca di favore per trasferire i fondi pubblici e privati fuori dalla Spagna mantenendo tutti gli scambi esterni sotto controllo della Tesoreria Reale, arricchendo così lo Stato, il quale non necessitava più di una banca d'appoggio esterna; fu anche fondata la Real Academia de Bellas Artes de San Fernando allo scopo di promuovere l'arte e la cultura nel regno.
Inoltre, nel 1753, fu stipulato un concordato con la Chiesa cattolica in modo da chiudere i contrasti risalenti alla Guerra di successione spagnola: Benedetto XIV ottenne in Spagna il patronato universale, detenendo direttamente il controllo e l'amministrazione di tutto il clero presente nella penisola iberica; lo Stato poté imporre contributi fiscali al clero e fu sollevato dai costi derivanti dalla cura e dallo stipendio dei sacerdoti.
Infine, Ferdinando VI, il 30 agosto 1749, ordinò l'espulsione della popolazione gitana del regno (con l'eccezione dei minori di 14 anni che furono affidati alle istituzioni religiose), mentre il 6 luglio 1751 promulgò un'ordinanza con cui vietava l'attività della massoneria.

#### Politica estera

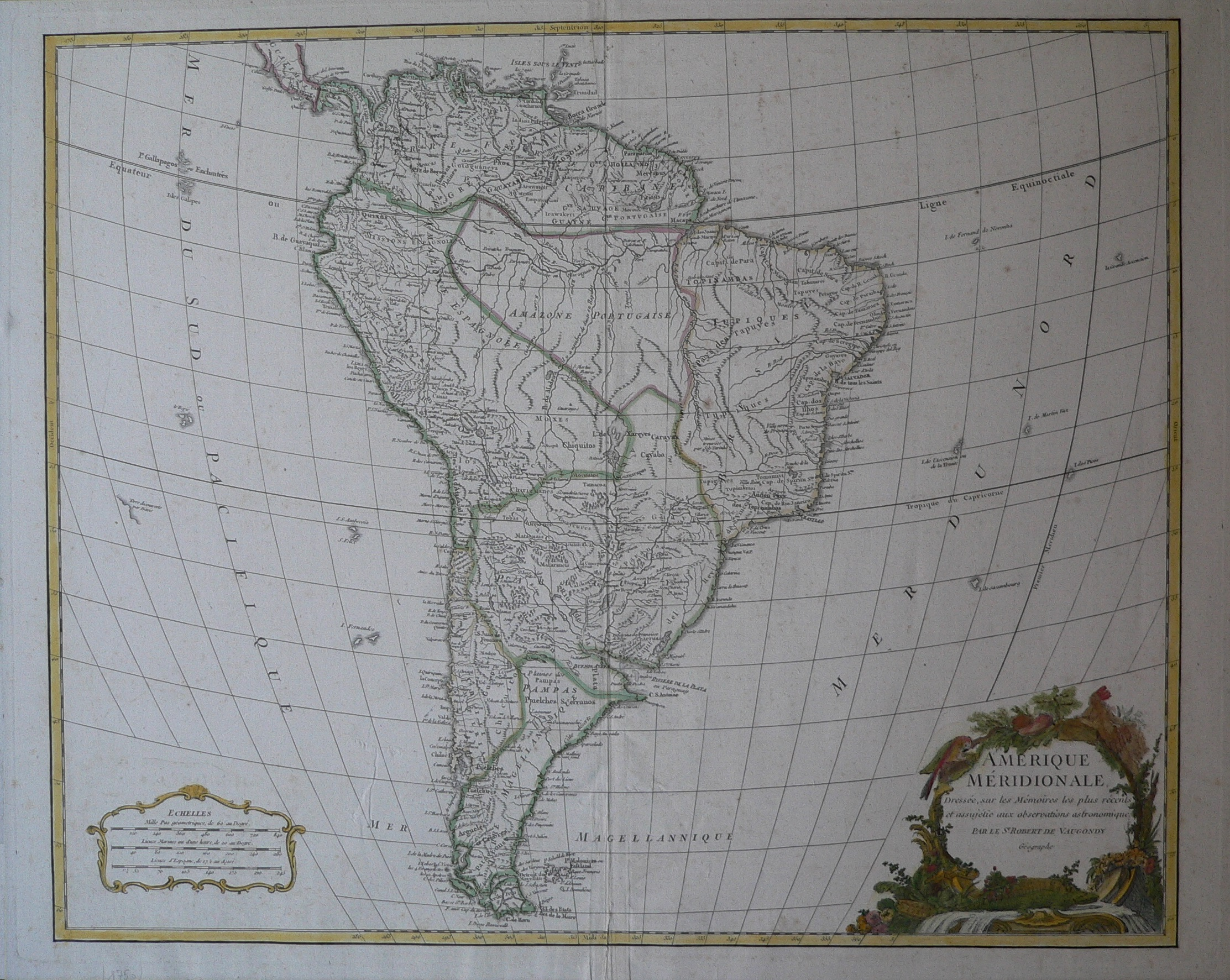
Mappa del Sud America, 1750

Nei primi anni di regno, la politica estera di Ferdinando VI e dei suoi ministri ebbe come destinatari principali le colonie americane e la loro sicurezza mediante la stipula di due trattati.
Infatti, il 13 gennaio 1750, Spagna e Portogallo stipularono il Trattato di Madrid, con il quale delimitarono i confini dei rispettivi imperi coloniali, superando quei contenziosi che si trascinavano sin dal Trattato di Tordesillas: in base all'accordo, il re del Portogallo riconobbe la colonia spagnola delle Filippine e cedette la contesa colonia di Sacramento, mentre la Spagna accettò le conquiste portoghesi nell'Amazzonia e cedette sette reducciones appartenenti ai gesuiti poste nell'odierno Paraguay. Tale cessione provocò la lunga e sanguinosa rivolta degli indios Guaraní, che abitavano le reducciones sotto l'egida dei gesuiti: il trattato fu quindi annullato da Carlo III nel 1761 e la questione fu chiusa solo nel 1777.
Poi, il 5 ottobre dello stesso anno, il segretario di stato Carvajal negoziò un accordo con la South Sea Company mediante il quale, dietro il compenso di 100 000 ghinee, la compagnia rinunciava all'asiento; in ogni caso, tale trattato non fermò il mercato clandestino di schiavi di colore che si svolgeva tra la Giamaica e il Belize.
Infine, il 14 giugno 1752, Spagna e Austria firmarono il Trattato di Aranjuez, con il quale entrambe le potenze riconoscevano lo status quo italiano.

### Caduta di Ensenada
Negli anni seguenti il re ed il governo spagnolo volsero la loro attenzione al fiorente contrabbando britannico e cercarono di limitarlo restringendo le misure di sorveglianza.
Ben presto, nonostante la stipula dell'Accordo di Madrid del 5 ottobre 1752, i continui contrasti doganali minarono le relazioni ispano-britanniche e l'ambasciatore inglese a Madrid, Benjamin Keene, considerando Ensenada come il principale responsabile del deterioramento dei rapporti tra i due paesi, fece pressioni sulla corte affinché fosse allontanato Ensenada, la cui influenza era divenuta ancor più forte a seguito della morte del segretario di stato Cervajal.
Va notato, poi, che la posizione del ministro aveva attirato notevoli critiche sia per il progetto di riforma fiscale, sia per la guerra degli indios Guaranì, sia per il conflitto su chi avesse dovuto ricoprire l'incarico di ambasciatore a Londra: il maggiordomo maggiore del re, Fernando de Silva y Álvarez de Toledo, duca di Huéscar, infatti, patrocinava la candidatura di Ricardo Wall, sostenitore di una politica di neutralità, e aveva fortemente criticato la gestione di Ensenada della ribellione dei Gesuiti. Poco dopo, il duca di Huéscar ottenne l'appoggio dell'ambasciatore britannico Keene ed insieme indussero Ferdinando VI, peraltro non informato delle intenzioni bellicose di Ensenada, di disporre l'arresto del ministro, che fu effettuato domenica 21 luglio 1754.
Arrestato, Ensenada fu sottoposto a processo con l'accusa di aver rivelato segreti di stato; i magistrati, tuttavia, derubricarono l'imputazione al meno grave reato di appropriazione indebita, ma in seguito il processo fu sospeso grazie all'intercessione di Farinelli presso il sovrano.
Con la caduta di Ensenada fu istituito un nuovo governo: Wall ottenne la segreteria di stato, Portocarrero il dicastero delle colonie, il Conte di Valparaiso il ministero delle finanze, i generali Sebastián de Eslava e Julian de Arriaga y Ribera rispettivamente la guerra e la marina.
Il nuovo esecutivo ebbe come problema principale quello di mantenere la neutralità spagnola nel corso della Guerra dei sette anni, scoppiata nel maggio del 1756 e che vedeva contrapporsi l'inedita alleanza franco-austriaca contro quella anglo-prussiana. Entrambi i contendenti cercarono l'appoggio spagnolo: la Gran Bretagna offrì la restituzione di Gibilterra e un maggiore apporto contro il problema del contrabbando, la Francia promise la consegna della piazza di Minorca, occupata nel giugno del 1756 e dominio britannico dal 1714, oltre al rinnovo dei Patti di Famiglia. Ferdinando VI, tuttavia, ritenendo che la Spagna non fosse militarmente pronta, ribadì la neutralità spagnola, nonostante gli attacchi inglesi contro i pescherecci baschi che si spingevano nelle acque di Terranova.

### Morte

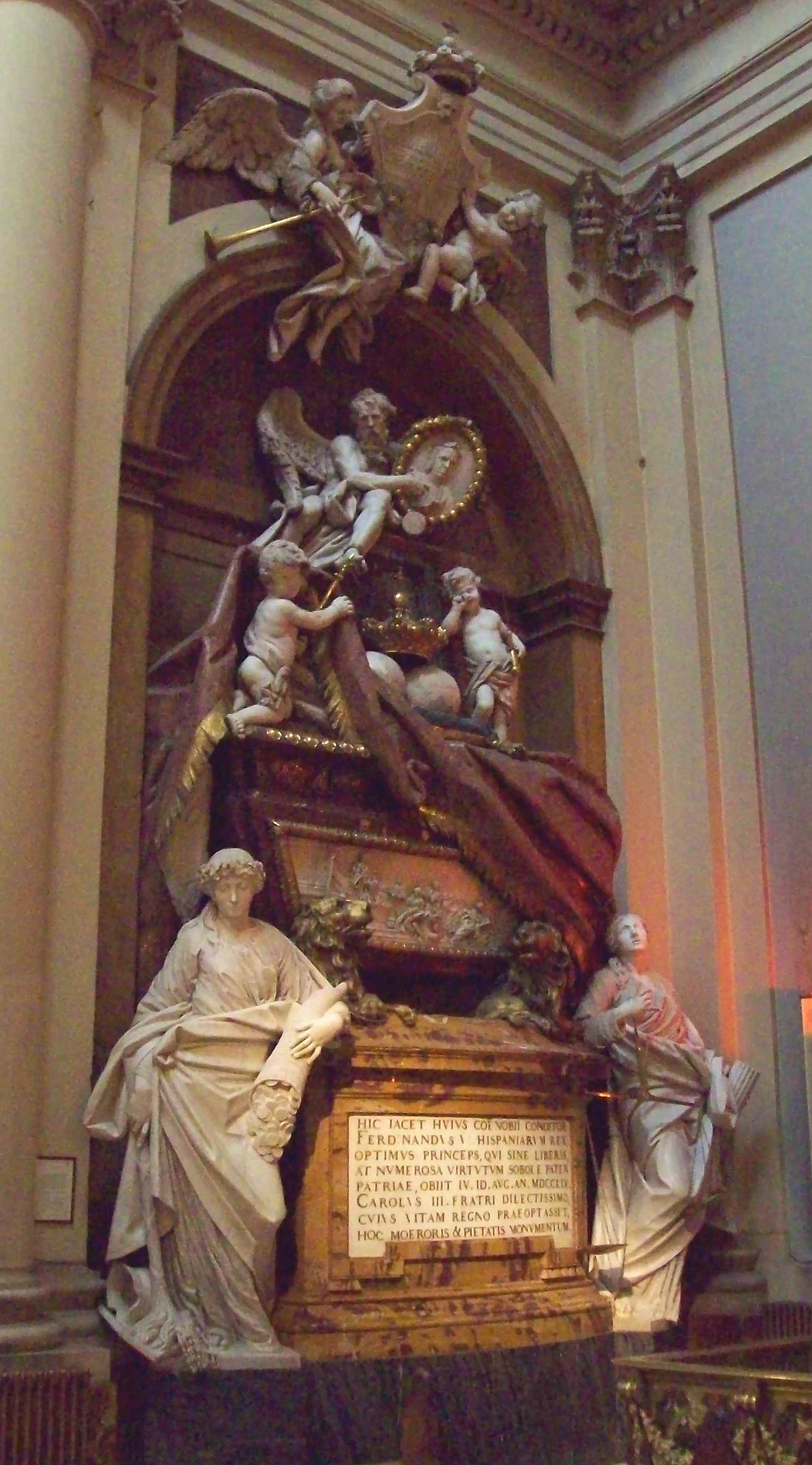
Il mausoleo di Ferdinando VI a Madrid

Nel 1758 la salute della regina peggiorò per via della sempre più forte asma; ciò indusse il sovrano a sospendere ogni divertimento a corte e poi a ordinare il trasferimento, a tappe, della famiglia reale presso Aranjuez, nella speranza che il cambio di luoghi potesse giovare alla salute della moglie.
Nel mese di luglio, Maria Barbara iniziò a soffrire di forti febbri; il 25 agosto perse la voce ed entrò in agonia; morì la mattina del 27 agosto ed il feretro fu portato al Convento de las Salesas Reales, da lei stessa fondato.
La morte della regina fece degenerare la malinconia del sovrano in uno stato di follia: Ferdinando VI, infatti, non partecipò ai funerali dell'amata moglie e, accompagnato dal fratellastro, l'infante Luigi Antonio, si stabilì nel castello di Villaviciosa de Odón, cercando di distrarsi con la caccia.
Dopo appena dieci giorni, iniziarono i sintomi della malattia: intento alla caccia, il re sentì una fortissima paura di morire e una sensazione di annegamento che lo indusse a ritornare nel castello; firmò l'ultimo documento ufficiale un mese dopo la morte della moglie, smise di parlare, ridusse sempre di più i suoi pasti giungendo a compiere lunghi digiuni e, infine, si chiuse in una stanza, ammobiliata con solo un letto, ove trascorse i suoi ultimi mesi.
In questo ultimo periodo divenne aggressivo: nonostante fosse sedato con l'oppio, mordeva chiunque lo visitasse (così ha lasciato scritto il fratellastro Luigi Antonio  in una lettera a sua madre), tentò diverse volte il suicidio chiedendo a medici e a membri della guardia reale veleno o armi ed era solito girare per le stanze del castello con un lenzuolo come un fantasma o giacere a terra come se fosse morto; infine, smise di mangiare, di curare l'igiene personale e dormiva su due sedie e uno sgabello.
Il 10 agosto 1759, esattamente il tredicesimo anniversario della sua proclamazione come re, Ferdinando morì senza figli all'età di 45 anni a causa della sua malattia mentale e delle sue condizioni fisiche di malnutrizione; su suo desiderio, fu seppellito accanto alla moglie in una cappella del Convento de las Salesas Reales, progettata da Francesco Sabatini e completata durante il regno del suo successore, il fratellastro Carlo III.

## Ascendenza
|                                |                             |                                           | Genitori                            |  |  | Nonni |  |  | Bisnonni             |  |  | Trisnonni             |  |
|                                |                             |                                           |                                     |  |  |       |  |  | Luigi XIV di Francia |  |  | Luigi XIII di Francia |  |
|                                |                             |                                           |                                     |  |  |       |  |  | Luigi XIV di Francia |  |  | Luigi XIII di Francia |  |
|                                |                             | Anna d'Austria                            |                                     |  |  |       |  |  | Luigi XIV di Francia |  |  |                       |  |
| Luigi, il Gran Delfino         |                             |                                           |                                     |  |  |       |  |  | Luigi XIV di Francia |  |  |                       |  |
|                                |                             | Maria Teresa d'Asburgo                    | Filippo IV di Spagna                |  |  |       |  |  |                      |  |  |                       |  |
|                                |                             | Maria Teresa d'Asburgo                    | Filippo IV di Spagna                |  |  |       |  |  |                      |  |  |                       |  |
|                                |                             | Maria Teresa d'Asburgo                    | Elisabetta di Borbone-Francia       |  |  |       |  |  |                      |  |  |                       |  |
| Filippo V di Spagna            |                             | Maria Teresa d'Asburgo                    |                                     |  |  |       |  |  |                      |  |  |                       |  |
|                                |                             | Ferdinando Maria di Baviera               | Massimiliano I di Baviera           |  |  |       |  |  |                      |  |  |                       |  |
|                                |                             | Ferdinando Maria di Baviera               | Massimiliano I di Baviera           |  |  |       |  |  |                      |  |  |                       |  |
|                                |                             | Ferdinando Maria di Baviera               | Maria Anna d'Asburgo                |  |  |       |  |  |                      |  |  |                       |  |
| Maria Anna Vittoria di Baviera |                             | Ferdinando Maria di Baviera               |                                     |  |  |       |  |  |                      |  |  |                       |  |
|                                |                             | Enrichetta Adelaide di Savoia             | Vittorio Amedeo I di Savoia         |  |  |       |  |  |                      |  |  |                       |  |
|                                |                             | Enrichetta Adelaide di Savoia             | Vittorio Amedeo I di Savoia         |  |  |       |  |  |                      |  |  |                       |  |
|                                |                             | Enrichetta Adelaide di Savoia             | Maria Cristina di Borbone-Francia   |  |  |       |  |  |                      |  |  |                       |  |
| Ferdinando VI di Spagna        |                             | Enrichetta Adelaide di Savoia             |                                     |  |  |       |  |  |                      |  |  |                       |  |
|                                | Carlo Emanuele II di Savoia | Vittorio Amedeo I di Savoia               |                                     |  |  |       |  |  |                      |  |  |                       |  |
|                                | Carlo Emanuele II di Savoia | Vittorio Amedeo I di Savoia               |                                     |  |  |       |  |  |                      |  |  |                       |  |
|                                | Carlo Emanuele II di Savoia | Maria Cristina di Borbone-Francia         |                                     |  |  |       |  |  |                      |  |  |                       |  |
| Vittorio Amedeo II di Savoia   | Carlo Emanuele II di Savoia |                                           |                                     |  |  |       |  |  |                      |  |  |                       |  |
|                                |                             | Maria Giovanna Battista di Savoia-Nemours | Carlo Amedeo di Savoia-Nemours      |  |  |       |  |  |                      |  |  |                       |  |
|                                |                             | Maria Giovanna Battista di Savoia-Nemours | Carlo Amedeo di Savoia-Nemours      |  |  |       |  |  |                      |  |  |                       |  |
|                                |                             | Maria Giovanna Battista di Savoia-Nemours | Elisabetta di Borbone-Vendôme       |  |  |       |  |  |                      |  |  |                       |  |
| Maria Luisa di Savoia          |                             | Maria Giovanna Battista di Savoia-Nemours |                                     |  |  |       |  |  |                      |  |  |                       |  |
|                                |                             | Filippo I di Borbone-Orléans              | Luigi XIII di Francia               |  |  |       |  |  |                      |  |  |                       |  |
|                                |                             | Filippo I di Borbone-Orléans              | Luigi XIII di Francia               |  |  |       |  |  |                      |  |  |                       |  |
|                                |                             | Filippo I di Borbone-Orléans              | Anna d'Austria                      |  |  |       |  |  |                      |  |  |                       |  |
| Anna Maria di Borbone-Orléans  |                             | Filippo I di Borbone-Orléans              |                                     |  |  |       |  |  |                      |  |  |                       |  |
|                                |                             | Enrichetta Anna Stuart                    | Carlo I d'Inghilterra               |  |  |       |  |  |                      |  |  |                       |  |
|                                |                             | Enrichetta Anna Stuart                    | Carlo I d'Inghilterra               |  |  |       |  |  |                      |  |  |                       |  |
|                                |                             | Enrichetta Anna Stuart                    | Enrichetta Maria di Borbone-Francia |  |  |       |  |  |                      |  |  |                       |  |
|                                |                             | Enrichetta Anna Stuart                    |                                     |  |  |       |  |  |                      |  |  |                       |  |